# Histoires courtes de Spirou et Fantasio

Des histoires courtes de Spirou et Fantasio ont régulièrement été publiées, principalement dans l'hebdomadaire homonyme, depuis la naissance de la série en 1938.

## La Naissance de Spirou
Rob-Vel (1938)

### Synopsis
Monsieur Papillon, directeur du Moustic Hôtel, cherche un groom pour son hôtel, mais les candidats ne correspondent pas à ses attentes. Paniqué, il va rencontrer un peintre de ses amis, un peu magicien, qui peint le portrait d'un jeune groom roux. Aspergé d'une "eau de vie", il surgit du tableau et apprend à son nouveau patron qu'il se nomme Spirou.

### Publications
Publié pour la première fois dans le Journal de Spirou n°1. L'épisode est publié dans La Voix sans maître en fac-similé de l'édition originale. José-Luis Munuera lui rendra plus tard hommage dans L'Homme qui ne voulait pas mourir.

## Vedette de cinéma
Cinquième histoire de la série Spirou et Fantasio par Jijé (1940).

## L'Homme invisible
Douzième histoire de la série Spirou et Fantasio par Rob-Vel (1943).

## Le Pharmacien débrouillard
Dix-neuvième histoire de la série Spirou et Fantasio par André Franquin (1946).

### Synopsis
Spirou, dans une pharmacie, voit arriver plusieurs personnes s'étant fait battre venir acheter des pansements. Il découvre que l'homme les ayant frappé et le pharmacien sont complices et corrige le pharmacien.

### Publications
n° 443 du 10 octobre 1946. Volume 1 de l'intégrale Franquin.

## La Vieille dame
Vingtième histoire de la série Spirou et Fantasio par André Franquin (1946).

### Synopsis
Spirou aide une vieille dame à porter des bagages dans des escaliers. Il s'agit en fait de Fantasio déguisé. Spirou se venge en se déguisant en jeune femme attirante, se présentant comme la sœur de Spirou et se faisant offrir des glaces pour une addition importante.

### Publications
n°444 à 447 des 17, 24 et 31 octobre et du 7 novembre 1946. Volume 1 de l'intégrale Franquin.

## La Visite de Saint-Nicolas
Vingt-et-unième histoire de la série Spirou et Fantasio par André Franquin (1946).

### Synopsis
Spirou et Fantasio se déguisent en père fouettard et Saint-Nicolas pour les neveux de Fantasio. Ils sont reconnus par ceux-ci car le vrai Saint-Nicolas vient de passer.

### Publications
N°448 à 452 des 14, 21 et 28 novembre et des 5 et 12 décembre 1946. Volume 1 de l'intégrale Franquin.

## Spirou à la plage
Vingt-quatrième histoire de la série Spirou et Fantasio par André Franquin (1947).

### Synopsis
Diverses aventures arrivent à Spirou et Fantasio sur une plage.

### Publications
N°492 à 495 des 18 et 25 septembre et des 2 et 9 octobre 1947. Volume 1 de l'intégrale Franquin.

## Spirou fait du cheval
Vingt-septième histoire de la série Spirou et Fantasio par André Franquin (1949).

### Synopsis
Spirou et Fantasio partent faire du cheval. Alors que Fantasio monte un bel animal, Spirou monte Plumeau, un cheval ingérable.

### Publications
N°567 (24 février 1949) à 574 (14 avril 1949). Paru dans Quatre aventures de Spirou et volume 1 de l'intégrale Franquin.

## Noël dans la brousse
Franquin (1949).

### Synopsis
Spirou, Fantasio et Spip, alors qu'ils s'apprêtent à enquêter dans la jungle de Lilipanga (cf. Quatre aventures de Spirou et Fantasio), sont contactés par un ange de Noël qui leur offre un arbre de Noël pour pouvoir fêter dignement l'évènement dans la jungle.

### Publications
Publié durant la prépublication de Spirou chez les pygmées, récit que l'on trouve dans l'album Quatre aventures de Spirou et Fantasio. L'épisode, jugé par Franquin comme déplacé, sera supprimé pour la publication en album. Il est ici restitué en fac-similé de la publication originale. On y remarque la seule occurrence religieuse dans une histoire de Spirou et Fantasio : ceux-ci prient devant le sapin et crient au miracle, après la descente d'un ange. Finalement intégré au quatrième hors-série des aventures de Spirou et Fantasio, Fantasio et le Fantôme.

## Spirou 2000
Quarante-cinquième histoire de la série Spirou et Fantasio par André Franquin (1957).

## Le Homard
Quarante-sixième histoire de la série Spirou et Fantasio par André Franquin (1957).

### Synopsis
Spirou et Fantasio partent à la plage. Fantasio confond sa crème solaire avec de la mayonnaise.

### Publications
N°1003 (4 juillet 1957). Volume 5 de l'intégrale Franquin.

## Fantasio et le siphon
Quarante-septième histoire de la série Spirou et Fantasio par André Franquin, Marcel Denis et Jidéhem (1957).

### Synopsis
Fantasio est confronté à un représentant en siphons à moitié sourd, aux facéties du Marsupilami qui s'empare d'un siphon, et à la colère du facteur, victime de l'animal.

### Publications
Publié pour la première fois sous le titre Le Marsupilami passe l'éponge, dans l'unique numéro de Spirou Poche, un numéro publicitaire offert contre l'envoi d'un paquet de timbres à l'effigie de Spirou, que l'on pouvait collecter dans le journal et sur diverses marques de produits alimentaires.

## Les Patins téléguidés
Quarante-huitième histoire de la série Spirou et Fantasio par André Franquin, Marcel Denis et Jidéhem (1957).

### Synopsis
Fantasio invente des patins à télécommande et les porte pour les présenter à Spirou. Hélas, la télécommande lui échappe et le Marsupilami s'en empare, provoquant des gaffes dont Fantasio est la malheureuse victime. Le Marsupilami finit par briser la télécommande, laissant Fantasio bloqué dans une trajectoire circulaire au milieu du proche village.

### Publications
Cette histoire avait été réalisée en 1957 pour la publication d'un second numéro du "Spirou Poche" publicitaire, qui n'est jamais paru. En 1989, elle est éditée dans l'album anniversaire Les Mémoires de Spirou. Elle paraît également dans l'album hors-série Fantasio et le fantôme, sous le titre Fantasio et les patins téléguidés.

## Spirou découvre l'Europe
Cinquante-deuxième histoire de la série Spirou et Fantasio par André Franquin (personnages), Jean Roba, Octave Joly (texte et scénario) et Jidéhem (décors) (1958).

### Synopsis
Spirou, Fantasio et le Marsupilami visitent l'exposition universelle de Bruxelles, où leur est présentée la Communauté européenne du charbon et de l'acier.

### Publications
N°1065 du 11 septembre 1958, dans la rubrique Les belles histoire de l'Oncle Paul. Volume 6 de l'intégrale Franquin.

## La Peur au bout du fil
Cinquante-sixième histoire de la série Spirou et Fantasio par André Franquin, Greg et Jidéhem.

### Synopsis
Le Comte de Champignac perd la raison à la suite de l'ingestion accidentelle d'un résidu toxique issu de la purification de son produit "X4". Il décide alors d'aller poser une bombe de 40 litres quelque part en ville.

### Publications
Publiée pour la première fois dans Spirou du no 1086 au no 1092.

## Un Noël clandestin
Soixante-quatrième histoire de la série Spirou et Fantasio par Jean-Claude Fournier (1969).
Elle a été publiée pour la première fois dans le journal de Spirou n°1652.
Cette courte histoire en six planches raconte le réveillon de Noël d'Henri, fils d'un riche couple. Henri s'ennuie car personne ne lui prête attention. Il va alors rejoindre discrètement avec un gros gâteau son ami Jean-Baptiste, un sympathique clochard ; l'ami lui offre un petit bateau téléguidé qu'il a construit. Ils décident de partager le gâteau avec leurs voisins. Ils sonnent chez Spirou et Fantasio, qui viennent de recevoir un lot de feux d'artifice du comte de Champignac. Tous quatre vont au jardin public déguster le gâteau, tester le bateau téléguidé et contempler le feu d'artifice. Puis Henri rentre chez lui, ravi de la soirée qu'il a passée.

## Le Champignon nippon
Soixante-cinquième histoire de la série Spirou et Fantasio par Jean-Claude Fournier (1970), présente dans l'album Le Faiseur d'or.

### Synopsis
Spirou et Fantasio sont invités à se rendre au Japon. Là ils sont contactés par Itoh Kata qui les charge de ramener un champignon, appelé le Kuko Jomon, au comte de Champignac en évitant de se le faire voler par une organisation mafieuse et terroriste appelée Le Triangle. Cette histoire trouve sa conclusion dans l'album Du glucose pour Noémie.

## Spirou 1938
Soixante-sixième histoire de la série Spirou et Fantasio par Rob-Vel et Raoul Cauvin (1970).

## Joyeuses Pâques, papa
Soixante-huitième histoire de la série Spirou et Fantasio par Jean-Claude Fournier (1971).

### Synopsis
Spirou et Fantasio tiennent une réception à laquelle assistent les nombreux personnages inventés par Franquin, à l'occasion de Pâques, pour ce dernier.

### Publications
Publié pour la première fois dans le journal Spirou n°1721. Divers personnages de Franquin y sont dessinés par Fournier pour la première et dernière fois. Dans l'ordre d'apparition, on voit ainsi Valentin Mollet et Zabaglione (Les Voleurs du Marsupilami), le roi Ladislas de Bretzelburg, le général Schmetterling et le professeur Kilikil (QRN sur Bretzelburg), l'émir Ibn Mah Zoud (Vacances sans histoires), Harold W. Longplaying et Nicolas Nicolaïevitch Inovskyev (Le Prisonnier du Bouddha), Martin et Roulebille (Spirou et les Héritiers), John Héléna "La Murène" (Le Repaire de la murène), Noé et les "Brothers" (Bravo les Brothers), le dinosaure (Le Voyageur du Mésozoïque) et Seccotine.
Joyeuses Pâques, Papa! paraît dans l'album hors-série Fantasio et le Fantôme, édité en 2003.

## Un faux départ
Soixante-neuvième histoire de la série Spirou et Fantasio par Jean-Claude Fournier (1971).

### Synopsis
Spip, déçu par ses maîtres qui partent quelque part sans lui, décide de quitter le domicile. Cependant, alors qu'il saute par la fenêtre de l'étage, il atterrit dans la voiture de Spirou et Fantasio de retour, qui sont ravis de voir qu'il les attendait au garage…

## Vacances à Brocéliande
Soixante-douzième histoire de la série Spirou et Fantasio par Jean-Claude Fournier (1973).

### Synopsis
Spirou et Fantasio se trouvent à la suite d'une erreur de navigation, en plein milieu de la forêt de Brocéliande, habillés en costumes moyenâgeux et à dos de cheval. Ils trouvent une statue ridicule dont Fantasio se moquent. Le dieu représenté par la statue, Farsus, se fâche et transforme Fantasio en un lomig, étrange créature rose. Une nouvelle créature hirsute surgit et emmène Fantasio. Spirou et rejoint par son ami, le lutin Bizu, qui lui explique que Schnockbul, la créature hirsute, prend Fantasio pour une ancienne monture de son espèce. Schnockbul, résolu à garder son lomig, met des bâtons dans les roues de Spirou et Bizu qui cherchent un remède à l'état de Fantasio, et Spirou se réveille après un choc, réalisant qu'il s'agissait d'un rêve.

### Publications
Cette histoire fut publiée pour la première fois dans le Spirou du 7 juin 1973. Les personnages de Bizu et de Schnockbul appartiennent à la série éponyme du petit lutin, que Fournier avait été contraint d'abandonner pour se consacrer à Spirou. En 1989, elle est éditée dans l'album anniversaire Les Mémoires de Spirou. Elle paraît également en 2003 dans l'album hors-série Fantasio et le Fantôme.

## La Maison dans la mousse
Soixante-dix-huitième histoire de la série Spirou et Fantasio par Jean-Claude Fournier. Il s'agit d'une histoire inachevée.

## Le Fantacoptère solaire
Soixante-dix-neuvième histoire de la série Spirou et Fantasio par Nic Broca.

### Synopsis
Fantasio met au point un nouveau fantacoptère (cf. Spirou et les héritiers) fonctionnant à l'énergie solaire à Champignac-en-Cambrousse. Cependant, il a oublié d'installer un régulateur d'énergie, et le fantacoptère se retrouve ainsi surchargé et incontrôlable à la première éclaircie. Fantasio survole le village et emporte la nouvelle statue du maire de Champignac. Spirou tente d'arrêter Fantasio avec le métomol (cf. Le Dictateur et le Champignon) mais le fantacoptère, en fibre de verre, n'est pas touché alors que la statue, elle, fond. Fantasio repasse au-dessus de la place et lâche la statue fondue sur la tête du maire qui s'en retrouve prisonnier. Fantasio parvient alors à reprendre le contrôle de l'appareil et atterrit au château, sous les regards noirs de Spirou, de Spip et du Comte de Champignac.

### Publications
Publié pour la première fois dans le journal de Spirou n°2217, en 1981. Cette histoire fut publiée en 1989 dans l'album anniversaire Les Mémoires de Spirou, et plus tard dans l'album hors-série La Voix sans maître, sorti en 2003.

## La Voix sans maître
Quatre-vingt-unième histoire de la série Spirou et Fantasio par Tome et Janry.

### Synopsis
Spirou, Fantasio et Spip gardent le château de Champignac alors que le Comte se rend à un congrès. Ils sont rapidement contactés par le Biologiste qui les a autrefois aidés (cf. Le Voyageur du Mésozoïque). Celui-ci recherche un singe équipé d'une combinaison capable de reproduire certains sons, cobaye d'une expérience visant à lui insuffler la parole et échappé des laboratoires de l'armée. Celle-ci se montre rapidement mais est prise de vitesse par les aventuriers qui ramènent le singe à l'abri du château.

### Publications
Publié pour la première fois dans le journal de Spirou n°2253, en 1981. Cette histoire fut publiée en 1989 dans l'album anniversaire Les Mémoires de Spirou, et plus tard dans l'album hors-série éponyme La Voix sans maître, sorti en 2003.

## La Menace
Pour les articles homonymes, voir La Menace.
Quatre-vingt-quatrième histoire de la série Spirou et Fantasio de Tome et Janry (1982).

### Synopsis
Spirou doit garder le chien turbulent des voisins, un soir où ceux-ci sont partis. Fantasio revient le même soir d'un voyage au Québec avec ce qu'il croit être un cadeau des autochtones: une moufette encore sous le coup du somnifère administré avant son départ. Le chien risque à tout moment de la réveiller, mais Spirou finit par le boucler dans une pièce. Cependant, Fantasio effraie la moufette en riant trop fort, et celle-ci lâche son odeur pestilentielle dans la maison.

### Publications
Publié pour la première fois dans l'Album +1 du Journal de Spirou.

## Le Groom du Président
Quatre-vingt-huitième histoire de la série Spirou et Fantasio de Tome et Janry (1982).

### Synopsis
Cette histoire raconte pourquoi Spirou n'arbore plus sa tenue originelle rouge de garçon d'hôtel.
Alors que Spirou sort des locaux de son journal le soir du réveillon de la Saint-Sylvestre, il est attrapé par le directeur d'un palace. qui lui prend la bouteille de champagne qu'il venait d'acheter. En fait, avec sa tenue rouge de garçon d'hôtel et ses cheveux roux, Spirou a été en fait confondu avec un autre employé de l'hôtel désertant son travail. Au palace, les employés ont en effet la même tenue que Spirou ! Et il y a dans l'hôtel une telle effervescence que personne ne s'est rendu compte de la méprise.
Et pour cause: le palace accueille ce qui semble être le président des États-Unis en ce soir de réveillon. Et avec les gardes de sécurité à l'entrée, Spirou ne peut plus sortir ! Mais Spirou doit raccompagner le président à sa suite en ascenseur au sixième étage pendant que les gardes suivent en escalier. Spirou espère ainsi accompagner le président et s'échapper par les toilettes; il fait alors mine de se tromper d'étage, en montant et en descendant afin d'essoufler les gardes du corps dans les escaliers.
Mais le président lui demande de cirer ses chaussures. Spirou le fait mal, affirmant débuter à l'hôtel. Mais le président est sympathique et lui confie vouloir fausser compagnie aux gardes du corps cette nuit, en échangeant avec Spirou leurs tenues et en sortant par une échelle du côté de la fenêtre. Spirou accepte. Mais du coup, le président est pris dans la rue par le directeur pour un employé de l'hôtel !

### Publications
Cette histoire courte a été publiée dans le trente-huitième album de Spirou et Fantasio, La Jeunesse de Spirou, aux pages 15 à 21.

## La Jeunesse de Spirou
Quatre-vingt-dixième histoire de la série Spirou et Fantasio de Tome et Janry (1983). La Jeunesse de Spirou est aussi le nom du trente-huitième album de Spirou et Fantasio, comprenant cette courte histoire, Vilain faussaire !, Le Groom du Président, L'Incroyable Burp et Gare au cliché !.

### Synopsis
L'oncle Paul nous raconte la jeunesse de Spirou. Selon lui, on ne connaît pas ses vrais parents: ils l'auraient abandonné alors qu'il était bébé devant un hôtel, d'où son costume rouge. C'est à l'école qu'il aurait rencontré Fantasio et son instituteur était le comte de Champignac. Poildur était leur ennemi et Zantafio était souvent auteur de mauvais coups. Il a aussi rencontré Seccotine à l'école, faisant un exposé sur le Marsipulami. Monsieur Dupuis aurait été le surveillant général. Quant à Spip, Spirou l'a récupéré en montant sur un arbre.
Monsieur Joseph (artiste), monsieur Franquin (philosophie) et monsieur Fournier (poésie) ont été quelques-uns des professeurs rencontrés par Spirou à l'école. Bien sûr, la dernière page de cette petite histoire indique que l'oncle Paul invente sans doute un peu la jeunesse de Spirou.

### Publications
Ceci est une courte histoire de Spirou dans le trente-huitième album de Spirou et Fantasio, du même nom. Cette courte histoire occupe les pages 3 à 8 de cet album de quarante-huit pages.

## Vilain faussaire!
Quatre-vingt-douzième histoire de la série Spirou et Fantasio de Tome et Janry (1983), racontée par Spip.

### Synopsis
Un faussaire publie un faux numéro 5 de la série des albums de Gaston et part le vendre en librairie.
Le libraire croit avoir toute la collection des Gaston et s'évanouit lorsqu'il voit ce faux numéro 5. Le faussaire prend alors la fuite en voiture et Spirou qui le croise le poursuit jusqu'à son château.
Mais le faussaire qui surprend Spirou à un faux pistolet. Il montre à Spirou sa petite galerie d'objets: une statue de Spirou à taille réelle, un faux vase de Soissons, une fausse bibliothèque en trompe-l'œil, un faux mur qui est en réalité une armoire à livres...
Mais en frappant dans la statue qui le représente, Spirou déclenche un mécanisme qui ouvre un tiroir du faux mur et fait basculer le faussaire resté à côté.
Spirou récupère son pistolet mais se rend compte qu'il s'agissait d'un faux. Poursuivant le faussaire, il rentre dans une porte en trompe-l'œil qui était en fait un mur. Reprenant ses esprits, il trouve Fantasio assis sur les escaliers, prétendant que le faussaire l'a bousculé et lui indiquant de quel côté celui-ci était parti.
Mais en sortant, Spirou retrouve à nouveau Fantasio alors qu'il venait de le voir quelques instants plus tôt. Rentrant à nouveau dans la demeure du faussaire, il comprend que c'est un tour de celui-ci, trouvant une radio où le faussaire se vante de son déguisement et un masque de Fantasio.
Le faussaire a fait brûler sa propriété. Fantasio récupère le déguisement qui le représentait notamment la veste bleue qui s'est pris dans les rotatives servant à imprimer le faux album de Gaston, affichant ainsi au dos la couverture du faux numéro cinq.
Ils en parlent le lendemain matin à la rédaction à T.Martin, qui s'était plaint de cette publication. Delgrange, nouveau directeur artistique, amène des pages d'un faux album, ce qui ne plait pas à T.Martin qui le bouscule et sort.

### Publications
Cette courte histoire a été publiée dans l'album numéro 38 de Spirou et Fantasio, La Jeunesse de Spirou, aux pages 9 à 14.

## La Tirelire est là!
Quatre-vingt-quatorzième histoire de la série Spirou et Fantasio de Tome et Janry (1984).

### Synopsis
La Tirelire est là! est une émission qui permet à une personne appelée au téléphone de gagner 100 000 francs si elle répond avant trois sonneries. Spirou arrive dans une station-service juste au moment où l'animatrice choisit son numéro. Spirou se lance alors dans une course contre la montre pour arriver chez lui avant trois sonneries et provoque plusieurs catastrophes. Arrivé juste à temps, il a la désagréable surprise d'entendre la voix de Seccotine, qui l'appelle pour lui dire de décrocher le téléphone... Comme le téléphone est occupé, Spirou perd l'argent.

### Publications
Publié pour la première fois dans le journal de Spirou n°2394.

## Une semaine de Spirou et Fantasio
Cent-sixième histoire de la série Spirou et Fantasio de Tome et Janry (2001).

### Synopsis
Il s'agit d'une vision parodique de l'univers de Spirou et Fantasio à l'occasion d'un numéro spécial "calendrier".

### Publications
Publié pour la première fois dans Le journal de Spirou n°3323. On peut y voir notamment des allusions à plusieurs épisodes de la série, comme les épisodes mettant en scène Vito la Déveine (Lundi), Le Dictateur et le Champignon (Mardi), la capture du Marsupilami dans Spirou et les héritiers (Mercredi), et les épisodes mettant en scène Zorglub (Jeudi).

## Noël sans neige
Cent-douzième histoire de la série Spirou et Fantasio de José-Luis Munuera et Jean-David Morvan (2006).

## La Loi du plus fort
Cent-seizième histoire de la série Spirou et Fantasio d'Émile Bravo (2008).

## Back to the Rédak
Cent-dix-septième histoire de la série Spirou et Fantasio de Yoann et Fabien Vehlmann (2008).

## Conte de Noël à Champignac
Cent-vingt-et-deuxième histoire de la série Spirou et Fantasio de Yoann (2010).

## Groom Toujours!
Cent-vingt-cinquième histoire de la série Spirou et Fantasio de Yoann et Vehlmann (2013).